# Parlamentní volby v Itálii 2018
Parlamentní volby v Itálii v roce 2018 se konaly 4. března 2018, pět let po volbách v roce 2013. Zvoleno v nich bylo nové obsazení skoro celého italského parlamentu, tedy všech 630 poslanců poslanecké sněmovny a 315 členů senátu (ten má ještě několik doživotních senátorů). Italský prezident Sergio Mattarella určil termín konání voleb v dekretu vydaném 28. prosince 2017.
Volby neměly jednoznačného vítěze, protože žádný ze třech velkých koaličních bloků (Středopravicová koalice, Středolevicová koalice a Hnutí pěti hvězd) nezískal absolutní většinu parlamentních křesel.

## Výsledky voleb do sněmovny
Ve volbách zvítězilo Hnutí pěti hvězd (M5S), které získalo 227 mandátů. Na druhém místě skončila středolevicová Demokratická strana se 112 mandáty. Na třetím místě skončila padánská Liga severu, která získala 124 mandátů. Na čtvrtém místě znovuobnovená strana Vzhůru Itálie expremiéra Silvia Berlusconiho se 106 mandáty. Do sněmovny pronikla ještě krajně pravicová strana Bratři Itálie s 32 mandáty a levicová Svoboda a rovnost se 14 mandáty. Vládu nakonec sestavilo vítězné Hnutí pěti hvězd a Liga severu.
|                        | M5S           | PD           | Lega           | FI                          | FdL               | LeU           |
| ---------------------- | ------------- | ------------ | -------------- | --------------------------- | ----------------- | ------------- |
| Volební lídr           | Luigi Di Maio | Matteo Renzi | Matteo Salvini | Silvio Berlusconi           | Giorgia Meloniová | Pietro Grasso |
| Počet hlasů            | 10 732 066    | 6 161 896    | 5 698 687      | 4 596 956                   | 1 429 550         | 1 114 799     |
| Podíl                  | 32,68 % ▲     | 18,76 % ▼    | 17,35 % ▲      | 14 % ▬                      | 4,35 % ▲          | 3,39 % ▬      |
| Počet mandátů          | 227           | 112          | 124            | 106                         | 32                | 14            |
| Předchozí volby (2013) | 25,6 % (109)  | 25,5 % (297) | 4,1 (20)       | nová strana 21,6 % (98) PdL | 2 % (9)           | nová strana   |

### Podrobné výsledky
| Výsledky voleb | Výsledky voleb | Výsledky voleb | Výsledky voleb | Výsledky voleb |
| -------------- | -------------- | -------------- | -------------- | -------------- |
| strana         |                |                |                | procento hlasů |
| M5S            | M5S            |                | 32,37 %        | 32,37 %        |
| PD             | PD             |                | 18,81 %        | 18,81 %        |
| Liga           | Liga           |                | 17,60 %        | 17,60 %        |
| FI             | FI             |                | 14,03 %        | 14,03 %        |
| FdI            | FdI            |                | 4,35 %         | 4,35 %         |
| LeU            | LeU            |                | 3,36 %         | 3,36 %         |
| +Eu            | +Eu            |                | 2,56 %         | 2,56 %         |
| NcI-UDC        | NcI-UDC        |                | 1,30 %         | 1,30 %         |
| PaP            | PaP            |                | 1,20 %         | 1,20 %         |

| Strana                             | Počet voličů | %     | Mandáty |
| ---------------------------------- | ------------ | ----- | ------- |
| Hnutí pěti hvězd                   | 10 723 066   | 32,68 | 227     |
| Demokratická strana                | 6 161 896    | 18,76 | 112     |
| Liga severu                        | 5 698 687    | 17,35 | 125     |
| Vzhůru Itálie                      | 4 596 956    | 14,0  | 104     |
| Bratři Itálie                      | 1 429 550    | 4,35  | 32      |
| Svobodní a rovní                   | 1 114 799    | 3,39  | 14      |
| Více Evropy                        | 841 468      | 2,56  | 3       |
| My s Itálií - Unie středu          | 427 152      | 1,3   | 4       |
| Moc lidu                           | 372 179      | 1,13  | 0       |
| CasaPound                          | 312 432      | 0,95  | 0       |
| Lid rodiny                         | 219 633      | 0,67  | 0       |
| Spolu                              | 190 601      | 0,58  | 1       |
| Lidová občanská kandidátka         | 178 107      | 0,54  | 2       |
| Jihotyrolská lidová strana/PATT    | 134 651      | 0,41  | 4       |
| Itálie pro Italy                   | 126 543      | 0,39  | 0       |
| Komunistická strana                | 106 816      | 0,33  | 0       |
| Strana lidských hodnot             | 47 953       | 0,15  | 0       |
| 10krát lepší                       | 37 354       | 0,11  | 0       |
| Za revolucionářskou levici         | 39 364       | 0,09  | 0       |
| Italská republikánská strana / APA | 20 943       | 0,06  | 0       |
| Velký Sever                        | 19 846       | 0,06  | 0       |
| Autodeterminace                    | 19 307       | 0,06  | 0       |
| Lidová kandidátka za Ústavu        | 9 921        | 0,02  | 0       |
| Pakt za autonomii                  | 7 079        | 0,02  | 0       |
| Národní blok za svobodu            | 3 628        | 0,01  | 0       |
| Ostatní                            | 2 774        | 0,01  | 2       |
| Celkem                             | 32 841 705   | 100   | 650     |

## Výsledky voleb do Senátu

Vítězní kandidáti v italských volebních obvodech ve volbách do Senátu

Ve volbách do Senátu, kdy se volilo 315 senátorů zvítězilo Hnutí pěti hvězd se 112 mandáty.
| Strana                          | Počet voličů | %     | Mandáty |
| ------------------------------- | ------------ | ----- | ------- |
| Hnutí pěti hvězd                | 9 733 928    | 32,22 | 112     |
| Demokratická strana             | 5 783 360    | 19,14 | 53      |
| Liga severu                     | 5 321 537    | 17,61 | 58      |
| Vzhůru Itálie                   | 4 358 004    | 14,43 | 57      |
| Bratři Itálie                   | 1 286 606    | 4,26  | 18      |
| Svobodní a rovní                | 991 159      | 3,28  | 4       |
| Více Evropy                     | 714 821      | 2,37  | 1       |
| My s Itálií-Unie středu         | 361 402      | 1,20  | 4       |
| Spolu                           | 163 454      | 0,54  | 1       |
| Lidová občanská kandidátka      | 157 282      | 0,52  | 1       |
| Jihotyrolská lidová strana/PATT | 128 282      | 0,42  | 3       |
| Celkem                          | Celkem       | 100   | 315     |

## Předvolební průzkumy
Podle průzkumů z počátku února 2018 mířily k největšímu volebnímu zisku Hnutí pěti hvězd, které vedl Luigi Di Maio a průzkumy
mu odhadovaly kolem 28 %, Demokratická strana, kterou vedl Matteo Renzi a podle průzkumů měla získat přibližně 23 % hlasů, Vzhůru Itálie, kterou vedl Silvio Berlusconi a její očekávaný zisk byl kolem 16 %, a Liga Severu, kterou vedl Matteo Salvini, měla získat 13-14 % a byla součástí středopravé koalice se stranou Vzhůru Itálie.
Z menších stran měla uspět strana Svobodní a rovní, kterou vedl Pietro Grasso a průzkumy jí přisuzovaly přes 6 %, a strana Bratři Itálie, kterou vedla Giorgia Meloniová a do parlamentu se měla dostat s necelými 5 %.